# 後部王起
後部王 起（こうほうおう き）は奈良時代の官人・武人。姓はなし。官位は右衛士佐・外従五位下。

## 出自
「後部」は高句麗の五部の一つで、「絶奴部」・「北部」と同じものを指している。「後部王」のほかに、ただの「後部」、あるいは「後部高」とするものなども見られる。『新撰姓氏録』「右京諸蕃」には、後部王氏は高麗国の長王周の後であるとしており、『続日本紀』には、元明朝の和銅5年正月の従六位下の後部王同が従五位下に叙爵された記事のほか、天平勝宝6年（754年）正月に、正六位上から従五位下に叙爵された後部王吉のことや、天平宝字5年（761年）3月の後部王安成ら二名が高里連の氏姓を授与されたという記事がある。

## 経歴
聖武朝の神亀元年（724年）3月、陸奥大掾佐伯児屋麻呂の殺害より端を発する海道の蝦夷の反乱に際し、持節大将軍藤原宇合・副将軍高橋安麻呂の配下で軍功をあげ、翌2年（725年）閏正月の天皇の詔により、紀牟良自・田辺難波・坂本宇頭麻佐・丸子大国らとともに勳六等・田2町を授けられている。この時の位階は従七位下。
その後、正六位上に昇進しており、さらに神亀6年（729年）3月、外従五位下に昇叙され、天平4年（732年）10月、右衛士佐に任命されている。

## 官歴
『続日本紀』による。
- 時期不詳：従七位下
- 神亀2年（725年）閏正月22日：勳六等・賜与田2町
- 時期不詳：正六位上
- 神亀6年（729年）3月4日：外従五位下
- 天平4年（732年）10月17日：右衛士佐